# جیمی زاگا
 جیمی زاگا (انگلیسی: Jaime Yzaga؛ زاده ۲۳ اکتبر ۱۹۶۷) یک تنیس‌باز اهل پرو است.